# LMFAO
LMFAO bylo americké electro-popové duo z Los Angeles v USA. Jejími členy byli Redfoo (Stefan Kendal Gordy, 3. září 1975, který je sám DJ) a SkyBlu (Skyler Husten Gordy, 23. srpen 1986). Jejich hudba většinou oslavovala párty život a pití. Styl, který hráli sami označují jako „party rock“. Název LMFAO je zkratka z anglického „Laughing My Fucking Ass Off“, velmi volně přeloženo, „poseru se smíchy“, používaná především při internetové komunikaci. Oba uvádí, že název jejich skupiny jim vymyslela jejich babička.

## Život a kariéra
Starší z dvojice LMFAO je synem zakladatele nahrávací společnosti Motown Berryho Gordy Jr. Mladší SkyBlu je vnuk Berryho Gordyho. Sami členové LMFAO jsou vlastně strýc a synovec. LMFAO založili v roce 2006.
Jejich první CD Party Rock vydali 7. července 2009. Umístilo se na 33. místě v Billboard 200 a 2. v U.S. Dance Chart. První singl „I'm in Miami Bitch“ vyšel již v prosinci 2008 a obsadil 58. místo v žebříčku Billboard Hot 100. Druhý singl „La La La“ vypustili do světa až více než po roce, v září 2009, a stejně jako zbylé dva singly z alba nesklidil takový úspěch, jako singl první – třetí „Shots“ s Lil Jonem (68. místo v Hot 100) a čtvrtý „Yes“, který se v Hot 100 neumístil.
V roce 2010 spolupracovali s Davidem Guettou na písni „Gettin' Over You“, který se stal celosvětovým hitem. Poté LMFAO začali nahrávat své druhé studiové album Sorry for Party Rocking, které vyšlo 21. června 2011. První singl z tohoto alba, „Party Rock Anthem“, je nejúspěšnější píseň v jejich kariéře. Umístil se na prvním místě v osmi zemích světa a v několika dalších se umístil v top ten. Druhý singl vydaný 27. května 2011 se jmenuje „Champagne Showers“, na kterém spolupracovali s anglickou zpěvačkou Natalií Kills. Třetí úspěšný singl se jmenuje „Sexy and I Know It“. Po klipu Party Rock Anthem, jejich popularita raketově stoupala. Klip se stával pomalu jedním z nejhranějších na světě. Jejich fanoušci si udělali z jejich hudby svůj životní styl.
V neposlední řadě jsou LMFAO známí svým stylem oblečení, který si vymysleli. Jedná se o velice barevné a originální kousky, podle názvu jejich klipů, oplývají také: zebro-tygro-gepardími vzory. Právě jejich styl z nich dělá i velice výjimečnou skupinu, což lidé v této době vyhledávají. Redfoo je vegan.
Mezi tanečníky LMFAO patří také jedna z nejlepších tanečních skupin na světě Quest crew a další nadaní tanečníci. Této skupině se říká Party Rock Crew a na veřejnosti se s jejich crew prezentuje spíše Redfoo než Skyblu, pokud se nejedná o koncerty a turné.

## LMFAO v České republice
LMFAO, 24. února 2012 představilo svojí show v rámci celosvětového koncertního turné i v Praze. Koncert se měl konat v holešovickém klubu SaSaZu, ale jelikož bylo do chvíle vyprodáno rozhodli se čeští pořadatelé pro větší Tipsport arénu. Show měla obsahovat předskokany a hosty v podobě: Colette Carr, skupiny Far East Movement a dalším překvapením měla být Natalia Kills. Bohužel management LMFAO měl problémy a ve hře zůstali pouze předskokani FEM a nový zpěvák Matthew Koma. K tomu se koncertu ze zdravotních důvodů nemohl účastnit Skyblu a tak byla show ochuzena o jednoho z hlavních členů skupiny.

## Hiatus
21. září 2012 vydalo duo prohlášení oznamující jejich hiatus. Redfoo řekl: „Mám pocit, že jsme to dělali už dlouho. Tak pět, šest let.“ Skyblu prohlásil, že i nadále jsou všichni jedna rodina, ale každý se chce teď věnovat vlastním zájmům a stylům. Média obletěla svět se zprávou, že LMFAO skončilo a už se nikdy k této tvorbě nevrátí. Fanoušci byli velmi pobouření a dožadovali se znovuobnovení této skupiny. Nakonec se vydalo prohlášení, ve kterém zní, že LMFAO se vrátí ještě lepší a silnější než předtím, ale ne hned.

## Diskografie

### Studiová alba
- Party Rock (2009)
- Sorry for Party Rocking (2011)

### Kompilační alba
- I'm in Your City Trick (2009)